# 막낀디엔
막낀디엔(베트남어: Mạc Kính Điển / 莫敬典 막경전, ? ~ 1580년)은 대월 막 왕조의 황족, 정치인, 장수이다. 막당조아인의 둘째 아들로, 겸왕(謙王)으로 봉해졌다. 막머우헙이 즉위한 뒤 겸태왕(謙太王)으로 가봉되었다. 1570년에서 1580년까지 여러 차례 군사를 이끌고 남하하여 후 레 왕조를 공격하였다.

## 생애
1570년 8월, 막낀디엔이 병사 10여 만을 내어 청화(淸化)로 진공해 후 레 왕조를 공격하였다. 찐뚱이 방비를 해 놓은 것을 보고 같은 해 12월에 회군하였다.
1571년, 막낀디엔이 후 레 왕조의 군사를 패배시켰고, 예안(乂安)을 공격해 점령한 뒤 순화(順化), 광남(廣南) 등지를 위협하였다. 레 영종은 찐뚱과 상의하여 진군공(晉郡公) 찐모(鄭模), 내군공(萊郡公) 판꽁띡(潘公績)을 보내 예안을 구원하도록 했고, 막낀디엔은 철군하였다.
1572년 7월, 다시 군사를 이끌고 청화, 예안을 공격하였고, 입군공(立郡公) 럽바오(立暴)를 보내 수로를 통해 순화를 습격하도록 했으나 응우옌호앙이 숨겨둔 복병에게 패배하였다.
1574년 6월, 부장(部將) 응우옌꾸옌(阮倦)을 보내 예안을 공격하여 굉군공(宏郡公)을 포로로 잡았다.
1575년, 응우옌꾸옌과 함께 예안을 다시 습격하여 대패시켰고, 그 주장(主將) 판꽁띡을 포로로 잡았다.
1576년, 응우옌꾸옌과 함께 청화, 예안을 공격하였고, 청화의 옥산(玉山)에서 그 주장 찐모를 포로로 잡았다.
1579년, 막낀디엔이 다시 후 레 왕조를 공격하였으나 금구산(金甌山)에서 매복 공격을 받고 철군하였다.
1580년 7월, 병으로 인해 출정하지 못하자 서도장(西道將) 막응옥런(莫玉麟), 남도장(南道將) 응우옌꾸옌을 보내 청화를 공격하도록 했고, 그들은 부근 각 현의 백성들의 재산을 약탈하고 돌아왔다. 같은 해 10월에 병사하였다.